# Somewhere Out in Space
Somewhere Out in Space är det tyska power metal-bandet Gamma Rays femte studioalbum, utgivet i augusti 1997 på Noise Records och i Japan på Victor. Skivan återutgavs i remastrad digipakversion år 2002.
Albumet var bandets första med en line-up som skulle bestå till 2012. Henjo Richter tog över gitarren från Dirk Schlächter, som gick över till bas. Ny på trummorna var Dan Zimmermann. Skivan gästades av Thomen Stauch (Blind Guardian) och Piet Sielck (Iron Savior). Låten "Watcher in the Sky" spelades ursprungligen in till det senare bandets debutalbum men gjordes här i ny version.
"Valley of the Kings" släpptes som singel.

## Låtlista
1. "Beyond the Black Hole" – 6:00
2. "Men, Martians and Machines" – 3:52
3. "No Stranger (Another Day in Life)" – 3:36
4. "Somewhere Out in Space" – 5:27
5. "The Guardians of Mankind" – 5:02
6. "The Landing" – 1:17
7. "Valley of the Kings" – 3:51
8. "Pray" – 4:45
9. "The Winged Horse" – 7:02
10. "Cosmic Chaos" (instrumental) – 0:49
11. "Lost in the Future" – 3:40
12. "Watcher in the Sky" – 5:19
13. "Rising Star" (instrumental) – 0:52
14. "Shine On" – 6:52

Bonusspår på nyutgåvan från 2002
1. "Return to Fantasy" (Uriah Heep-cover) – 5:13
2. "Miracle" – 7:16
3. "Victim of Changes" (Judas Priest-cover) – 7:21

## Medverkande
Musiker
- Kai Hansen – sång, gitarr
- Henjo Richter – gitarr, keyboard
- Dirk Schlächter – basgitarr
- Dan Zimmermann – trummor

Bidragande musiker
- Thomen Stauch – trummor
- Piet Sielck – gitarr, sång

Produktion
- Kai Hansen – producent, mixning
- Dirk Schlächter – producent, mixning
- Charlie Bauerfeind – mixning
- Ralf Lindner – mastering
- Piet Sielck – låtskrivande
- Kristian Huitula – omslagskonst
- Maren Kumpe – albumkonst
- Kristi Löding – albumkonst